# Hester A. Davis
Hester A. Davis (1930-2014) fue una arqueóloga estadounidense. Fue la primera arqueóloga estatal de Arkansas y jugó un papel decisivo en la creación de políticas públicas nacionales y estándares de conservación para la preservación cultural, así como en el desarrollo de estándares profesionales y éticos para los arqueólogos. Recibió numerosos premios y honores, incluidos dos premios por servicios distinguidos y su incorporación al Salón de la Fama de las Mujeres de Arkansas.

## Primeros años
Hester Ashmead Davis nació el 4 de junio de 1930 en Ayer, Massachusetts  de Dorothy Canning (de soltera Thomas) y Edward Mott Davis. Su abuelo fue William Morris Davis, un reconocido geógrafo y geomorfólogo y su tatarabuela fue Lucretia Mott, abolicionista cuáquera y activista por los derechos de las mujeres. Davis era la menor de cinco hermanos y creció pasando los veranos en la granja de manzanas de sus padres en Shirley, Massachusetts y los inviernos en Winter Park, Florida, donde su padre enseñaba historia natural en Rollins College.   El padre de Davis murió cuando ella tenía doce años y la muerte tuvo un fuerte impacto en ella. Infeliz y con malos resultados en la escuela de Winter Park, cuando reprobó álgebra en su primer año de escuela secundaria, fue inscrita en la Escuela para Niñas de Northfield. Un viaje de verano después de su graduación estimuló el interés de Davis por la historia y la arqueología, lo que la impulsó a inscribirse para estudiar historia y antropología en Rollins College. En ese momento, el hermano de Davis, Mott, trabajaba como arqueólogo en la Universidad de Nebraska y su hermana Penny, que había trabajado en el Museo Peabody de Arqueología y Etnología de la Universidad de Harvard, sugirió a Peabody como un posible empleador. Davis les escribió y fue aceptado para la expedición al Alto Gila en 1950.  Sus funciones principales eran dibujar artefactos y mantener registros. Al regresar a Rollins en el otoño, Davis encabezó una protesta exitosa contra los administradores de la universidad por irregularidades presupuestarias.  Regresó a la Expedición Gila el verano siguiente y trabajó en la organización del laboratorio y el mantenimiento de registros,  antes de completar su Licenciatura en Historia  en 1952, ganando el Medallón Algernon Sydney Sullivan por su liderazgo y logros académicos. 

El siguiente trabajo de verano de Davis antes de comenzar la escuela de posgrado fue en River Basin Surveys de la Institución Smithsonian  y luego pasó los siguientes dos años estudiando antropología física y cultural en la Universidad de Oregón con Homer Barnett, sirviendo como asistente de investigación. a Bill Laughlin.  Fue a Oregón porque John Otis Brew, quien dirigió la Expedición Gila, le había advertido que había pocas oportunidades para las mujeres en arqueología. Luther Cressman, que dirigió el programa de Oregón, fue una rara excepción que permitió a las mujeres realizar trabajos de campo. Aunque fue a Oregón gracias a Cressman, nunca estudió con él.  En 1954, Davis se matriculó en Haverford College y obtuvo una maestría en asistencia social y técnica al año siguiente, antes de pasar a la Universidad de Carolina del Norte para completar una maestría en antropología en 1957. 

## Carrera
El primer puesto de Davis después de terminar la escuela fue como antropólogo cultural trabajando en la Universidad de Iowa para el Instituto de Medicina Agrícola. La observación de una comunidad agrícola y familias se llevó a cabo durante los siguientes trece meses y fue financiada por la Fundación Kellogg. Después de hacer su primer informe sobre sus hallazgos a la Asociación Antropológica Estadounidense en Iowa, Davis se mudó a Arkansas para aceptar un puesto a mediados de 1959 como asistente de investigación para el museo arqueológico recientemente desarrollado de la Universidad de Arkansas.  Al año siguiente, comenzó a enseñar antropología y un curso de métodos museísticos  y ayudó a organizar la Sociedad Arqueológica de Arkansas para ayudar a frenar el saqueo y la destrucción de sitios arqueológicos. Entre 1959 y 1966, la universidad, junto con la Sociedad, intentó sin éxito aprobar una ley de antigüedades para proteger los sitios en tierras estatales, pero cuando Winthrop Rockefeller fue elegido gobernador, respaldó la legislación para crear el Servicio Arqueológico de Arkansas y el puesto de Arqueólogo Estatal. Davis fue designado como el primer arqueólogo estatal en Arkansas. 
Davis inmediatamente comenzó a trabajar para combatir la política del Servicio de Conservación de Suelos de nivelar grandes extensiones de tierra con fines agrícolas, organizando conferencias para discutir la devastación que la política estaba causando en los sitios culturales arcaicos y del Misisipi. Invitó a John Maxwell Corbett, arqueólogo jefe del Servicio de Parques Nacionales, a dar charlas. A partir de estas discusiones y otras similares, un movimiento nacional comenzó a impulsar y crear la Ley Nacional de Preservación Histórica, el Registro Nacional de Lugares Históricos y la Ley de Preservación Histórica y Arqueológica de 1974.  Davis se convirtió en un líder abierto en la campaña por la conservación y la administración ética con varias publicaciones, incluido el folleto "Estos son los administradores del pasado" (1970), "¿Hay un futuro para el pasado?" (1971) y la "Casa Airlie". Informe".    Ayudó a fundar la Sociedad de Arqueólogos Profesionales, la Sociedad Estadounidense de Arqueología de la Conservación, la Asociación Nacional de Arqueólogos Estatales,  así como a establecer los procesos de certificación para profesionales y el desarrollo del Registro de Arqueólogos Profesionales.  La contribución de Davis a la política federal en el área de la preservación cultural y arqueológica ha sido ampliamente reconocida,  incluido su trabajo entre bastidores entrenando a colegas masculinos en sus presentaciones ante las legislaturas. Don D. Fowler, expresidente de la Sociedad de Arqueología Estadounidense, afirmó que las leyes que exigen que las agencias gubernamentales investiguen si un proyecto de construcción podría dañar los sitios arqueológicos y llamen a expertos antes de excavar no "habrían sucedido sin Hester", continuó. llamarla "tesoro nacional". A partir de 1965, Davis se desempeñó como editora de The Arkansas Archaeologist, cargo que ocupó hasta 2008.  De 1974 a 1991, impartió cursos de posgrado sobre arqueología pública  y dirigió la logística, incluida la organización de excavaciones de campo, procesamiento de laboratorio, seminarios y estudios de sitio, para el Programa de Capacitación de Arqueólogos Profesionales de Arkansas para enseñar habilidades profesionales básicas a entusiastas.  En 1995, Davis fue nombrado miembro del Comité Asesor de Bienes Culturales por el presidente Bill Clinton  y sirvió durante seis años.  Se jubiló en 1999 de la Universidad de Arkansas como profesora titular y creó una fundación, la Pasantía Davis en Arqueología Pública, para ayudar a los estudiantes a obtener títulos de posgrado en antropología.  Durante su vida, formó parte de las juntas directivas de numerosas organizaciones arqueológicas y de preservación estatales, regionales, nacionales e internacionales. Davis murió el 30 de diciembre de 2014 en Fayetteville, Arkansas. 

## Premios y honores
En 1987, Rollins College otorgó a Davis un doctorado honorario y en 1996 la reconoció con el Premio a la Alumna Distinguida. En 1994, la Sociedad de Arqueólogos Profesionales la honró con el Premio Seiberling por servicio público y la Sociedad de Arqueología Estadounidense le otorgó el Premio al Servicio Distinguido por la Excelencia en la Gestión de Recursos Culturales.  Davis y Charles R. McGimsey fueron los primeros homenajeados y co-receptores de un premio nombrado en su honor por el Registro de Arqueólogos Profesionales por Servicio Distinguido.  En 2006, recibió conjuntamente, junto con William Lipe y McGimsey, el Premio a la Conservación y Gestión del Patrimonio del Instituto Arqueológico de América por sus contribuciones nacionales e internacionales a la arqueología.  Póstumamente, fue incluida en el grupo inaugural de mujeres en el Salón de la Fama de las Mujeres de Arkansas en 2015. 